# There Shall Be No Night
There Shall Be No Night – sztuka amerykańskiego dramatopisarza Roberta Emmeta Sherwooda, opublikowana w 1940, wyróżniona Nagrodą Pulitzera w dziedzinie dramatu za rok 1941. Była to trzecia Nagroda Pulitzera dla tego autora z czterech, które otrzymał. Utwór dzieje się w Finlandii i opowiada o wydarzeniach wojny zimowej z ZSRR.